# Horlick Mountains
Die Horlick Mountains sind eine Gebirgsgruppe des Transantarktischen Gebirges im westantarktischen Marie-Byrd-Land, die östlich des Reedy-Gletschers die Wisconsin Range, die Long Hills und die Ohio Range umfasst. 
Die Gruppe wurde bei zwei Flügen entdeckt, die im November bzw. Dezember 1934 im Rahmen der zweiten Antarktisexpedition (1933–1935) des US-amerikanischen Polarforschers Richard Evelyn Byrd stattfanden. Teile der Wisconsin Range wurden mittels Fotografien während der Operation Highjump (1946–1947) kartiert. Die gesamte Gebirgsgruppe wurde durch Vermessungsteams des United States Antarctic Program und mithilfe von Luftaufnahmen der United States Navy aus den Jahren zwischen 1959 und 1964 erfasst. Byrd benannte das Gebirge nach einem Sponsoren seiner Expedition, dem Unternehmer William Horlick (1846–1936).